# NGC 500

NGC 500

NGC 500 (المعروفة أيضا باسم PGC 5013) هي مجرة محدبة من النوع-E-SO تقع في كوكبة الحوت قدرها الظاهري (14.2) اكتشفت NGC 500 لأول مرة في عام 1850 من قبل بيندون بلود ستوني في قلعة بير في أيرلندا.

## الخصائص
استنادا إلى سرعتها الإنحسارية البالغة 12315 كم / ثانية، تقع المجرة على بعد حوالي 575 مليون سنة ضوئية. ولكن بالنسبة للإجسام الفلكية في مثل هذه المسافات ينبغي أن نأخذ في الاعتبار توسع الكون والوقت الذي استغرقة ضوءها للوصول إلينا. وهذا يدل على أن المجرة كانت على بعد يقدر بحوالي 545 مليون سنة ضوئية عندما إنبعث الضوء الذي نراه، قبل حوالي 560 مليون سنة (الفرق بين الرقمين يرجع إلى توسع الفضاء وزمن الضؤ أثناء سفرة ). وبالنظر إلى أن القطر المرئي للمجرة- 0,8 في 0.6 دقيقة قوسية،يقدر عرض NGC 500 بحوالي 125 ألف سنة ضوئية .